# Histerosalpingografía
La histerosalpingografía es una técnica radiológica ginecológica usada en las exploraciones de la cavidad uterina y las trompas de Falopio. Esta prueba se suele realizar para detectar problemas de fertilidad en mujeres.
Su etimología viene del griego antiguo, (ὑστέρα : ‘histeria’ : útero) + (σάλπιγξ : ‘salpinx’ : trompa) + (σάλπιγξ : ‘grafós’ : escribir). También suele referirse a esta técnica con el nombre de ‘Uterosalpingografía’.Otros nombres que también hacen referencia a histerosalpingografía son uterosalpingografía, uterotubografía o prueba de Cotte .

## Procedimiento
El proceso para la histerosalpingografía se basa en el rellenado total de la cavidad uterina y la luz de las trompas de Falopio con un medio de contraste radio-opaco que permita observar los bordes y la forma de estas estructuras. De este modo, es posible detectar cualquier irregularidad u obstrucción en las mismas.
El medio de contraste utilizado es un líquido yodado hidrosoluble (iohexol) que se introduce en el útero mediante un catéter especial llamado ‘histerógrafo’ diseñado para adherirse firmemente al cérvix uterino impidiendo que el contraste se escape.
A medida que el medio de contraste va llenando la cavidad uterina y la luz de las trompas de Falopio, se realiza una serie de imágenes radiográficas en diferentes posiciones (dorsal, lateral,…) para comprobar si el material de contraste ha podido avanzar de manera satisfactoria o si, por el contrario, ha encontrado obstáculos para poder avanzar desde el útero hasta los ovarios. También existe la posibilidad de obtener la imagen mediante equipos de fluoroscopia, observando en tiempo real la dinámica del líquido de contraste en el interior de la cavidad uterina.
Por tanto, los resultados de la histerosalpingografía pueden ser: 
- Cotte positivo si las trompas de Falopio son permeables y el contraste puede pasar a través de las dos trompas.
- Cotte negativo si existe alguna obstrucción en las trompas de Falopio y el contraste no puede pasar. Es posible que el resultado de cotte negativo sea unilateral o bilateral [2]

Tras el estudio, la paciente eliminará el medio de contraste por excreción renal.

## Indicaciones
La histerosalpingografía está indicada en casos de:
1. Estudios de infertilidad
2. Investigación del sangrado uterino
3. Abortos continuados
4. Diagnóstico de incompetencia cervical
5. Diagnóstico de embarazo ectópico

En cambio, si hay infecciones, alergia al contraste o existe la posibilidad de estar embarazada, entre otras circunstancias, la histerosalpingografía estaría contraindicada.

## Alteraciones que detecta la Histerosalpingografía
Las imágenes obtenidas tras una histerosalpingografía pueden mostrar problemas de estructura en el útero, trompas de Falopio u obstrucciones en los canales que impedirían que un óvulo pueda descender libremente por las trompas de Falopio. Mediante la histerosalpingografía se pueden detectar también problemas en el interior del útero que impiden a un óvulo fertilizado adherirse o implantarse en la pared uterina.
Algunas posibles causas de un resultado anómalo en la histerosalpingografía puede ser la presencia de tumores o pólipos uterinos, cuerpos extraños o adherencias uterinas.

## Factores a considerar previamente a la realización
Antes de una histerosalpingografía, la mujer debe consultar a su médico si:
1. Está o podría estar embarazada.
2. Está padeciendo una infección pélvica (enfermedad inflamatoria pélvica) o infección de transmisión sexual (como gonorrea o clamidia).
3. Es alérgica a la tintura de yodo o a cualquier sustancia que contenga yodo.
4. Sufre asma, alergia a algún medicamento o ha tenido una reacción alérgica grave (anafilaxia) a partir de cualquier sustancia.
5. Tiene problemas de sangrado o está tomando algún medicamento que hace la sangre más líquida (como aspirinas o warfarina).
6. Sufre de diabetes.
7. Tiene problemas renales, ya que, el tinte utilizado durante una histerosalpingografía puede causar daño renal en personas con insuficiencia renal.

Una histerosalpingografía se debe hacer siempre que estemos seguros de que la mujer no está embarazada ya que, de estarlo y hacer la prueba, podría poner en peligro la vida del feto. Por este motivo la prueba se debe realizar antes de la ovulación (para evitar que se haga en embarazos prematuros) y después de haber finalizado el período menstrual. El momento ideal para realizar la prueba está comprendido entre los 2 y 5 días después de la finalización del período menstrual.

## Efectos secundarios de una Histerosalpingografía
Tras una histerosalpingografía es probable que la mujer experimente uno o más de los siguientes efectos secundarios:
1. Cólicos
2. Dolores menstruales
3. Calambres
4. Sensación de mareo, desmayo o náuseas
5. Ligera hemorragia vaginal

Si nota que estos síntomas son muy intensos y/o pasados un tiempo prudencial no desaparecen, la mujer debe ponerse en contacto con su médico.
Es común que una mujer que estaba presentando dificultades para quedarse embarazada lo haga justo después de realizar una histerosalpingografía. Esto se debe a que, al inyectar el material de contraste y hacerlo fluir por las trompas, pequeñas obstrucciones que pudieran existir en ellas se hayan desbloqueado, por ese motivo algunas mujeres experimentan el embarazo el mismo mes en que se hicieron la prueba.

## Riesgos de una Histerosalpingografía
En esta prueba, como en cualquier otra prueba médica que nos hagamos, existen una serie de riesgos asociados. Los riesgos de una histerosalpingografía son:
1. Los riesgos sujetos de cualquier persona al exponerse a la baja radiación de los rayos X, estos incluyen daño a células o tejidos expuestos a la radiación.
2. Infección pélvica, endometritis o salpingitis. El riesgo aumenta en mujeres que haya sufrido infecciones pélvicas en el pasado, por ese motivo, es probable que el médico recete antibióticos si piensa que usted puede sufrir una de estas dolencias.
3. Daños en las trompas de Falopio o perforación del útero.
4. Reacción alérgica al material de contraste utilizado durante la prueba. Este material tiene una base de yodo, por ese motivo, informe a su médico si es usted alérgica a esta sustancia o le han detectado alergia al marisco (generalmente, al yodo que este contiene).

Cabe indicar que, los riesgos de esta prueba se consideran muy bajos en relación con los beneficios obtenidos de poder realizarla.
Si la prueba se realiza con éxito podría desobstruir las trompas, por lo que si se busca la concepción es recomendable tener relaciones sexuales con su pareja en los días fértiles o más próximos luego del examen, siempre con el consentimiento de su médico.